# Skalne Podhale
Skalne Podhale – górzysty region Podhala, obejmuje teren między rzeką Białką (granica wschodnia), granicą dorzeczy Dunajca i Orawy (granica zachodnia) i Tatrami (granica południowa). Granica północna jest nieścisła i różnie określana. Obszar na północ od tej granicy aż po Gorce nazywany jest Niżnym Podhalem.